# Combino

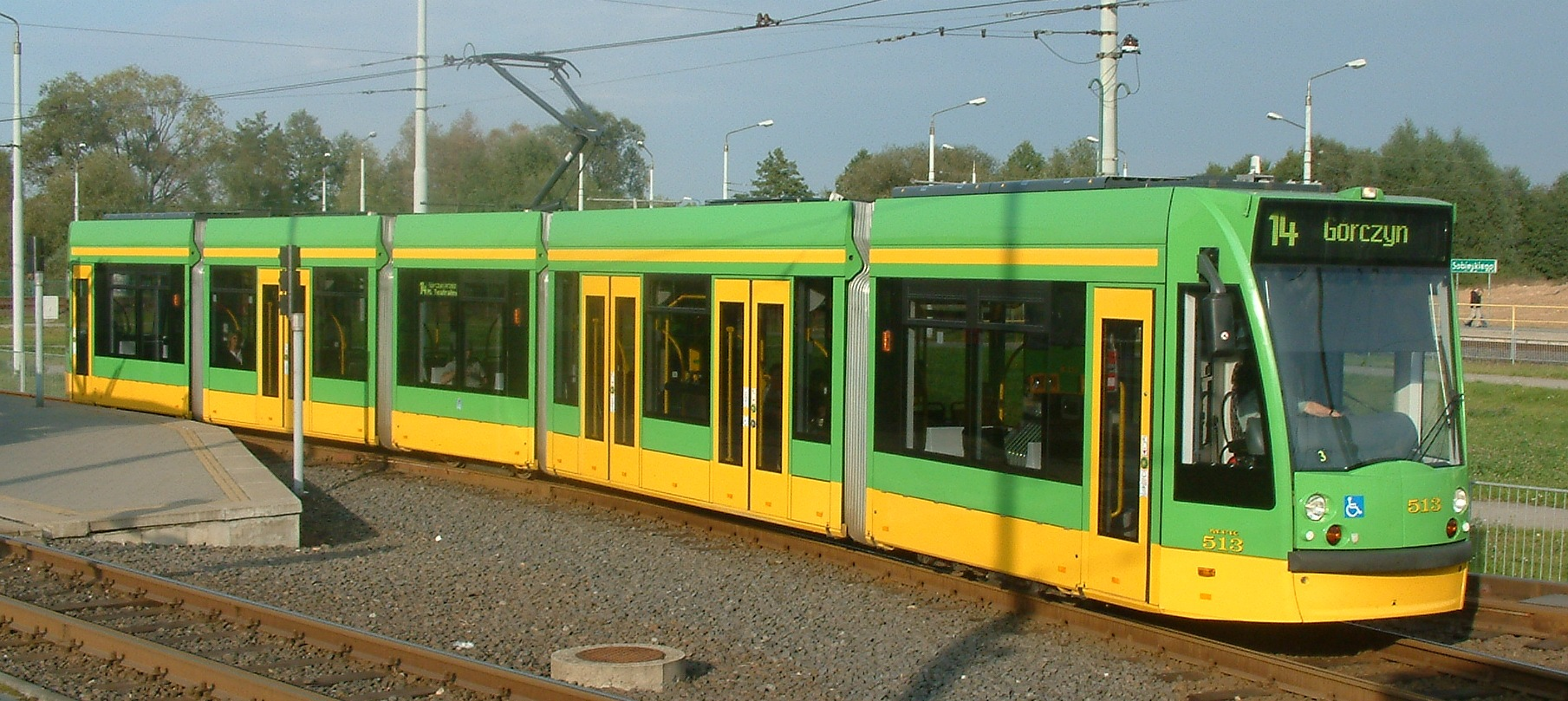
Vijfdelige Combino 513 te Poznań.

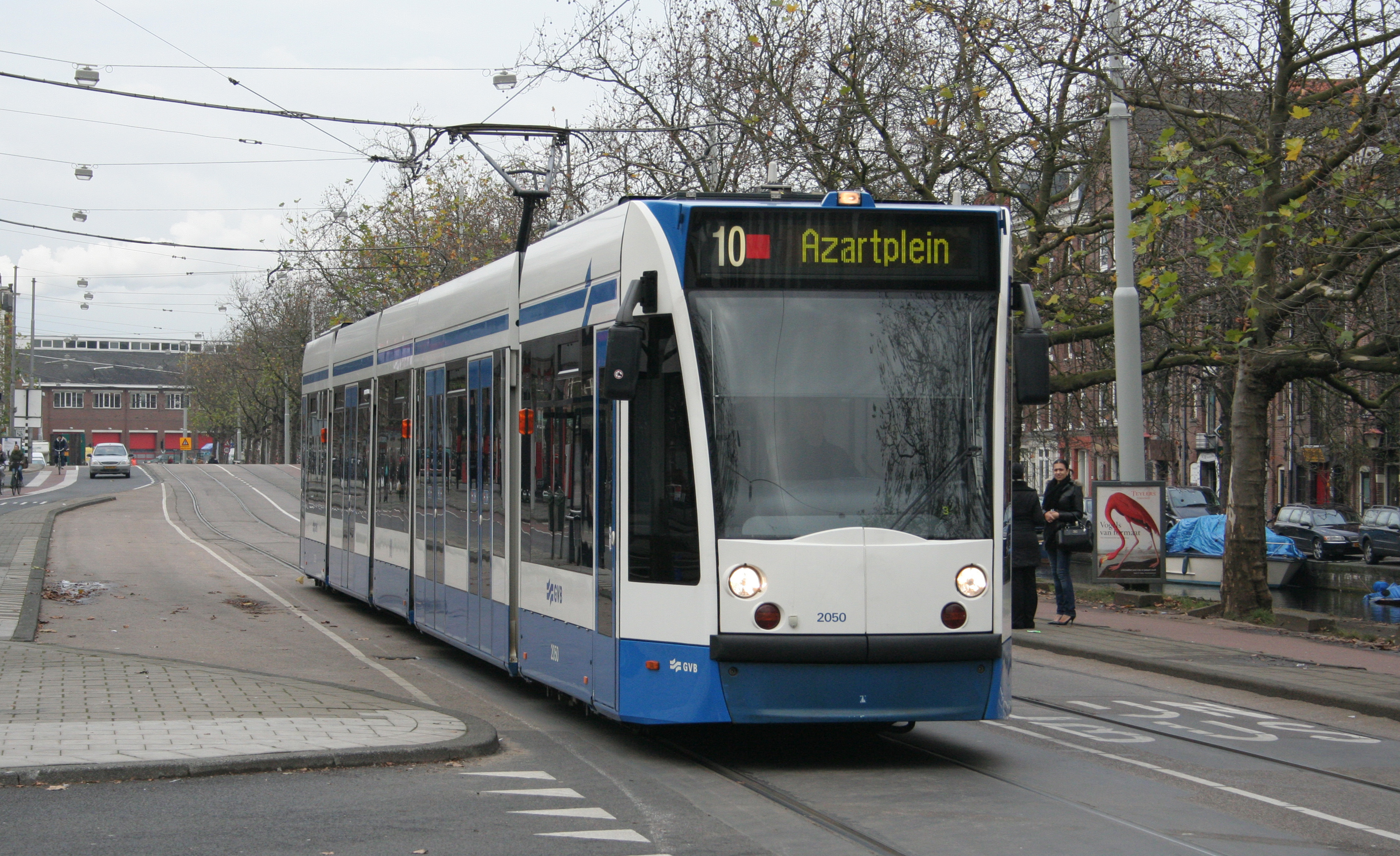
Een Amsterdamse Combino in de Marnixstraat als lijn 10.

De Combino is een lagevloertram van Siemens Mobility (voorheen Siemens Rail Systems), die sinds 2000 in meerdere Europese steden rondrijdt, waaronder Amsterdam, Augsburg, Düsseldorf, Erfurt, Freiburg im Breisgau, Nordhausen, Potsdam, Ulm, Bazel, Bern, Poznań. Verder ook buiten Europa in Hiroshima en Melbourne. De Combino werd vanwege de Combino crisis uit 2003 hernoemd tot Avenio M.

## Bouwwijze
De naam "Combino" is afgeleid van het werkwoord "combineren". De Combino is in feite een modulair bouwpakket: de verschillende wagenbakken van de tram zijn standaard, maar de samenstelling ervan kan door de klant zelf gekozen worden. De trams worden gebouwd uit kunststof en aluminium.

### Basismodules
1. korte bak voor de uiteinden van de tram (4 wielen aangedreven)
2. korte bak voor in het midden van de tram (4 wielen niet aangedreven)
3. lange bak voor in het midden van de tram (geen wielen)

In de praktijk wordt dan ook meestal besteld:
- 3-delige Combino ("Bambino"): 1, 3, 1 (±19 meter lang)
- 5-delige Combino: 1, 3, 2, 3, 1 (±30 meter lang)
- 7-delige Combino: 1, 3, 2, 3, 2, 3, 1 (±41 meter lang)

Het prototype van de Combino was 4-delig en maakte gebruik van een lange kopbak met twee niet aangedreven, sturende wielen (EEF-draaistel). Versies met deze loopwielen zijn in grote aantallen besteld voor Düsseldorf.
De Combino heeft geen draaistellen en geen starre as. Elke elektromotor drijft twee wielen aan in de ene zijde van een wagenbak, een andere motor drijft de twee wielen aan van de andere zijde. Door het ontbreken van een doorlopende as tussen beide zijden, heeft de tram een 100% lage vloer over de gehele lengte.
De maximumsnelheid van de Combino bedraagt 70 km/h. De minimale draaicirkel is 15 meter.
Een andere eigenschap van de Combino - overigens niet uniek voor moderne trams - is de bijzondere aandacht voor elektronische reisinformatie. Zo worden haltes weergeven op een matrix-display en automatisch omgeroepen. Ook is er een venster waar de komende vijf haltes op worden weergegeven.
Combino's werden gefabriceerd voor zowel normaal- als smalspoor. Ook konden ze geleverd worden als eenrichting- of tweerichtingtram.

### De "Bambino" en "DuoCombino"
De Bambino is de bijnaam voor de kleinste tram die Siemens van het tramtype Combino heeft gemaakt. De tram heeft een lengte van 18 meter. Dat is dezelfde lengte als een gelede bus. De driedelige Combino bestaat uit twee kopbakken met een tussenbak en is met twaalf exemplaren in dienst bij het trambedrijf van Nordhausen in de Harz in Duitsland. Zes zijn eenrichtingsrijtuigen (101–104, 108-109), drie zijn tweerichtingsrijtuigen (105–107) en drie zijn hybride voertuigen van het type DuoCombino (201–203). Zij kunnen dankzij een aggregaat ook dieselelektrisch rijden op het netwerk van de Harzer Schmalspurbahnen.
In Erfurt rijden - naast 36 vijfdelige exemplaren, 24 korte Combino's (701-724) uitsluitend in dubbeltractie of achter een vijfdelige Combino. Ook in Melbourne rijden 38 tweerichting Bambino's (3501-3538) naast 21 vijfdelige tweerichting Combino's (5001-5021).

## Fotogalerij

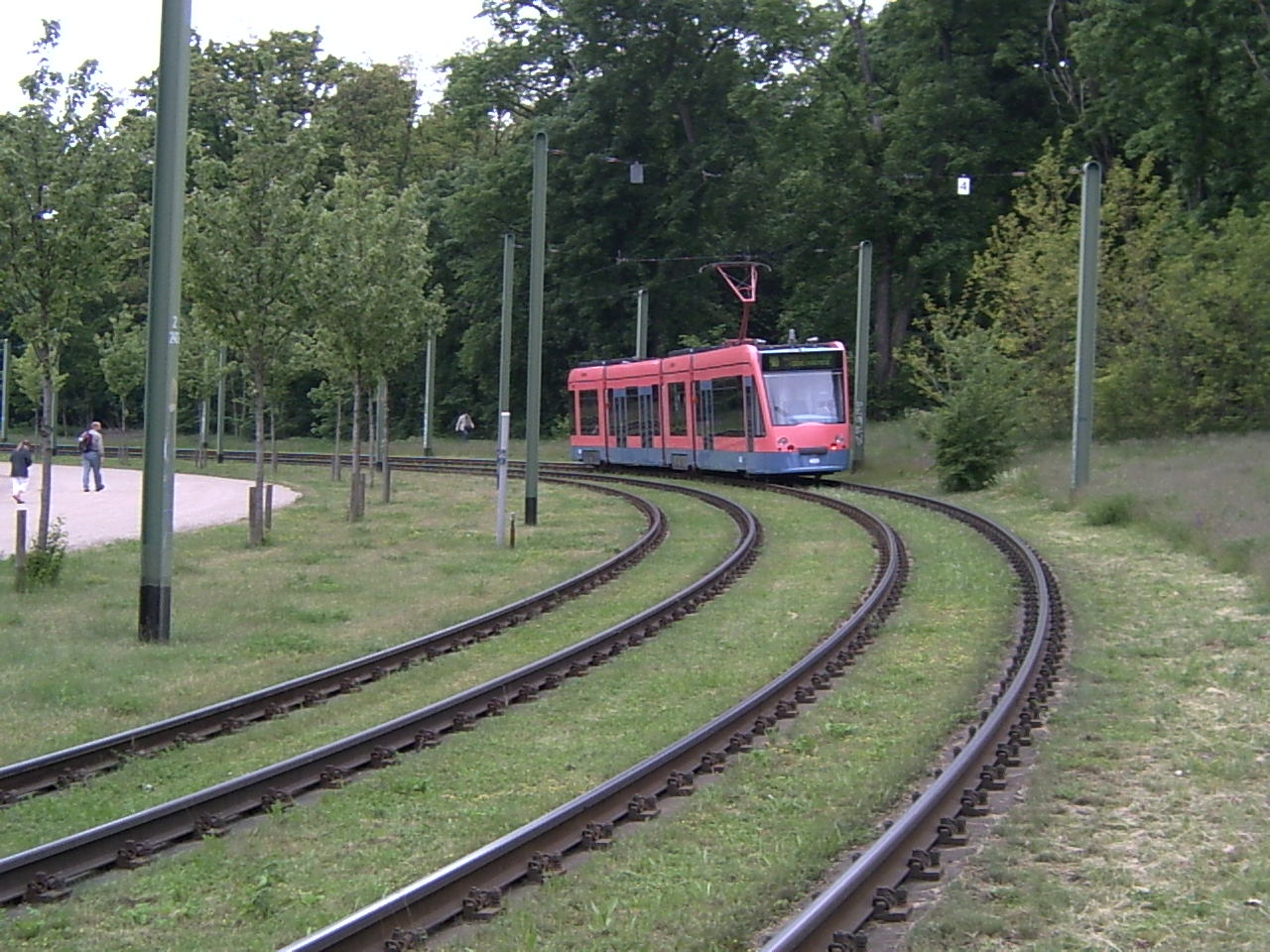
Combino-prototype 400 in 2005 in Potsdam.
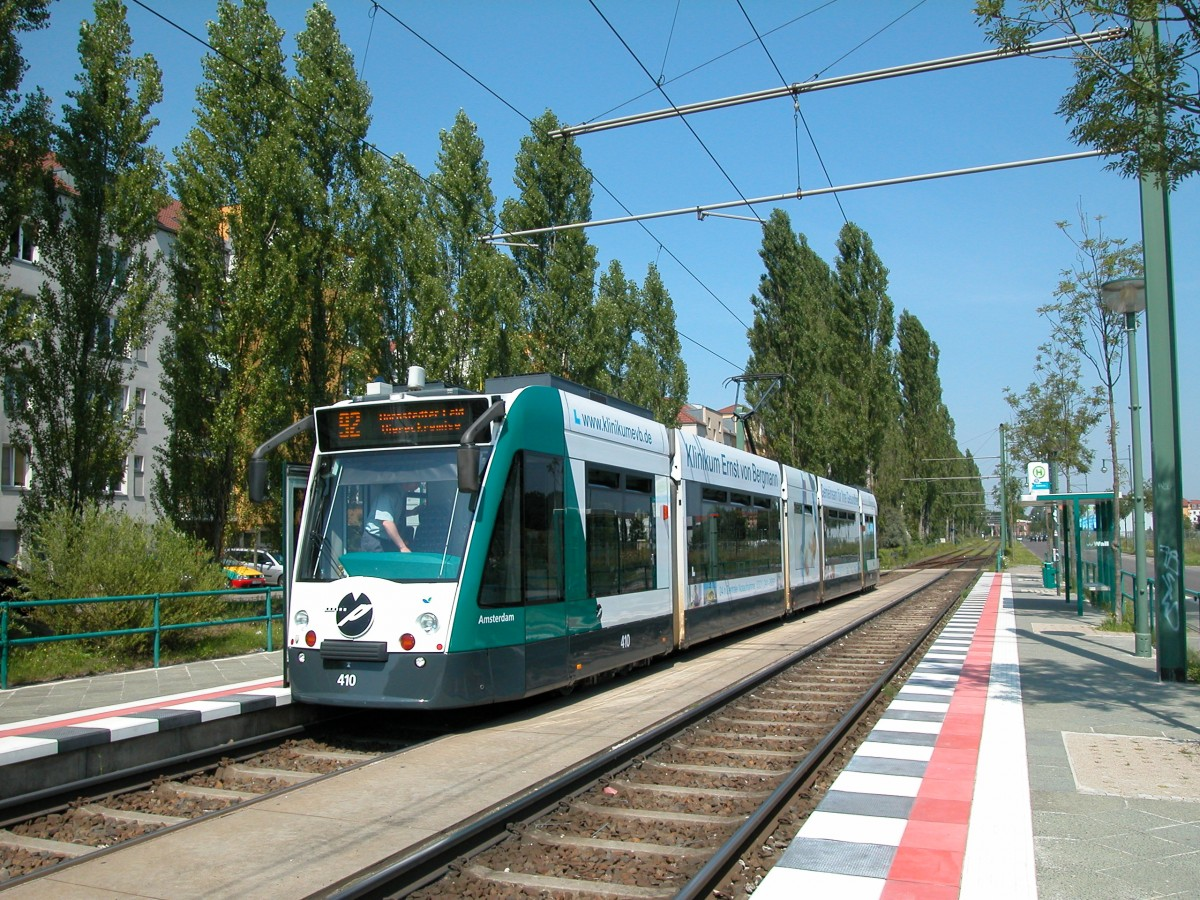
Vijfdelige Combino 410 te Potsdam.
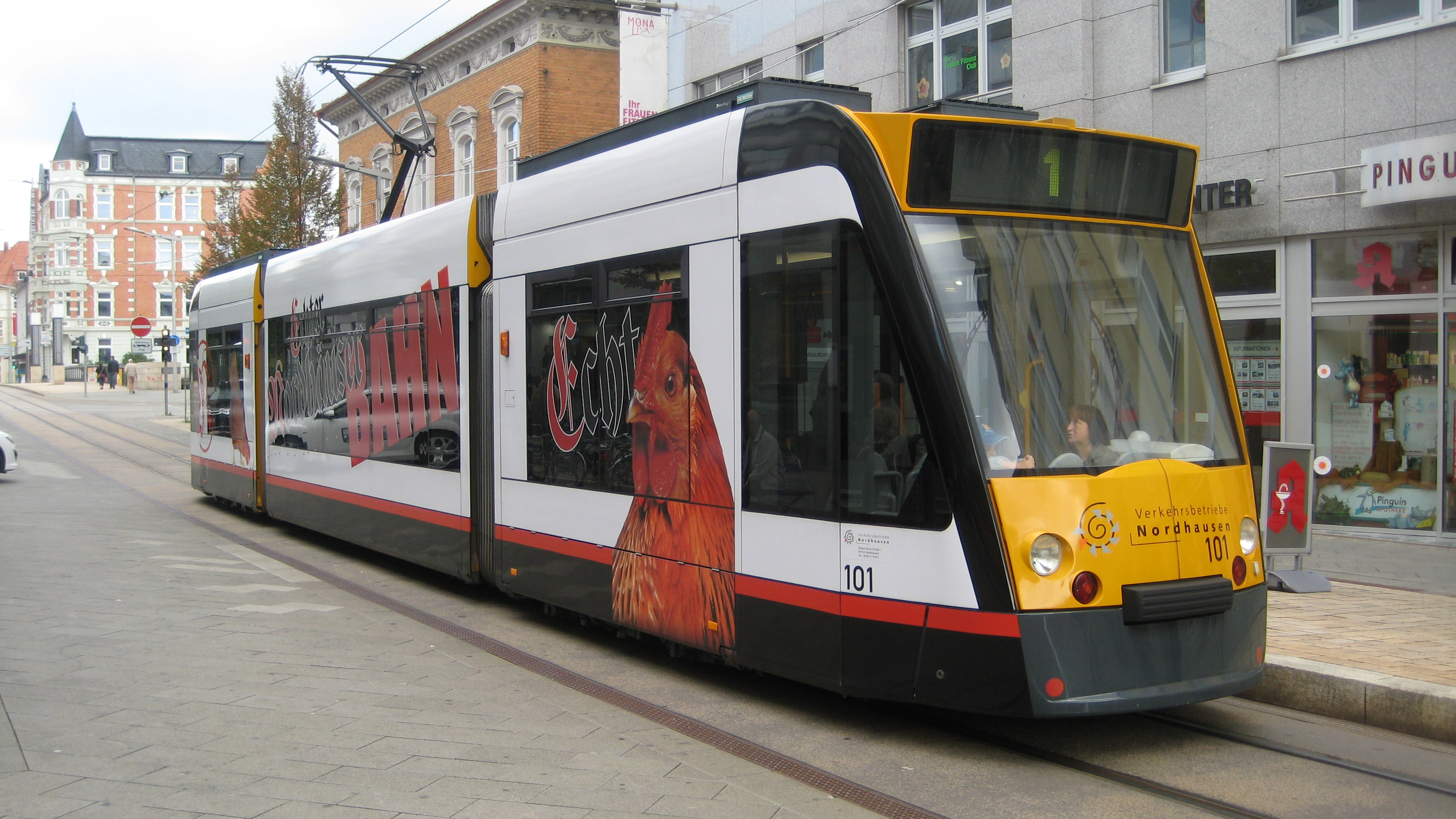
Een Bambino Combino in Nordhausen, eenrichtingsrijtuig (smalspoor).
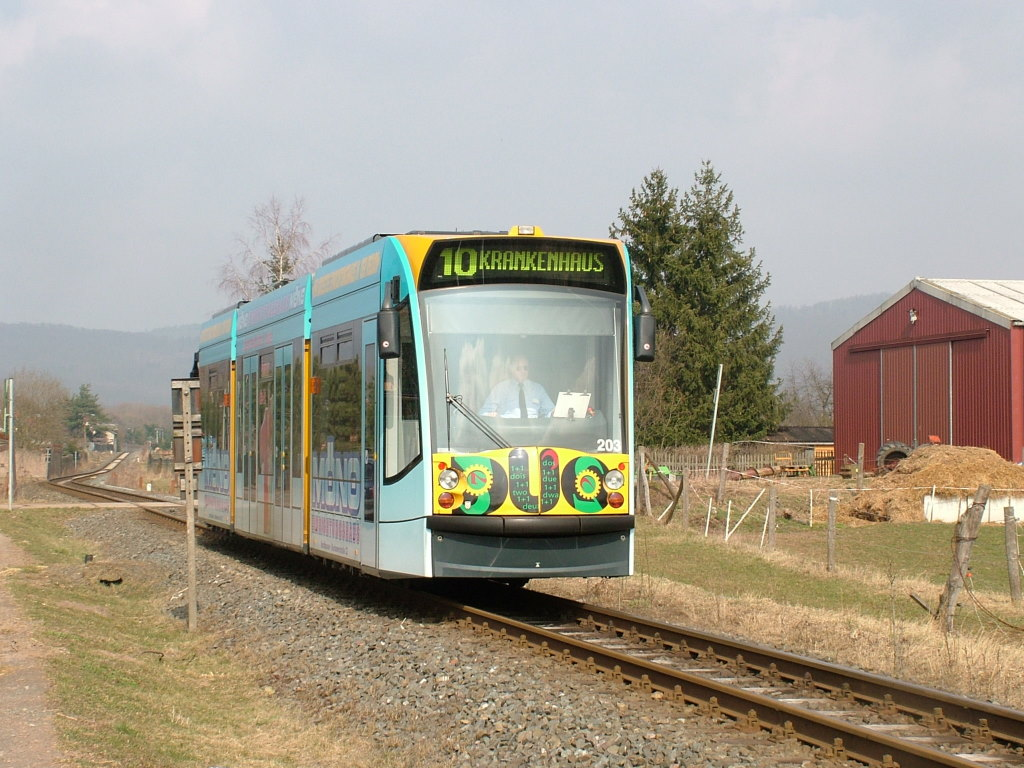
Op de Harzer Schmalspurbahnen bij Nordhausen rijdt een DuoCombino op het dieselaggregaat.
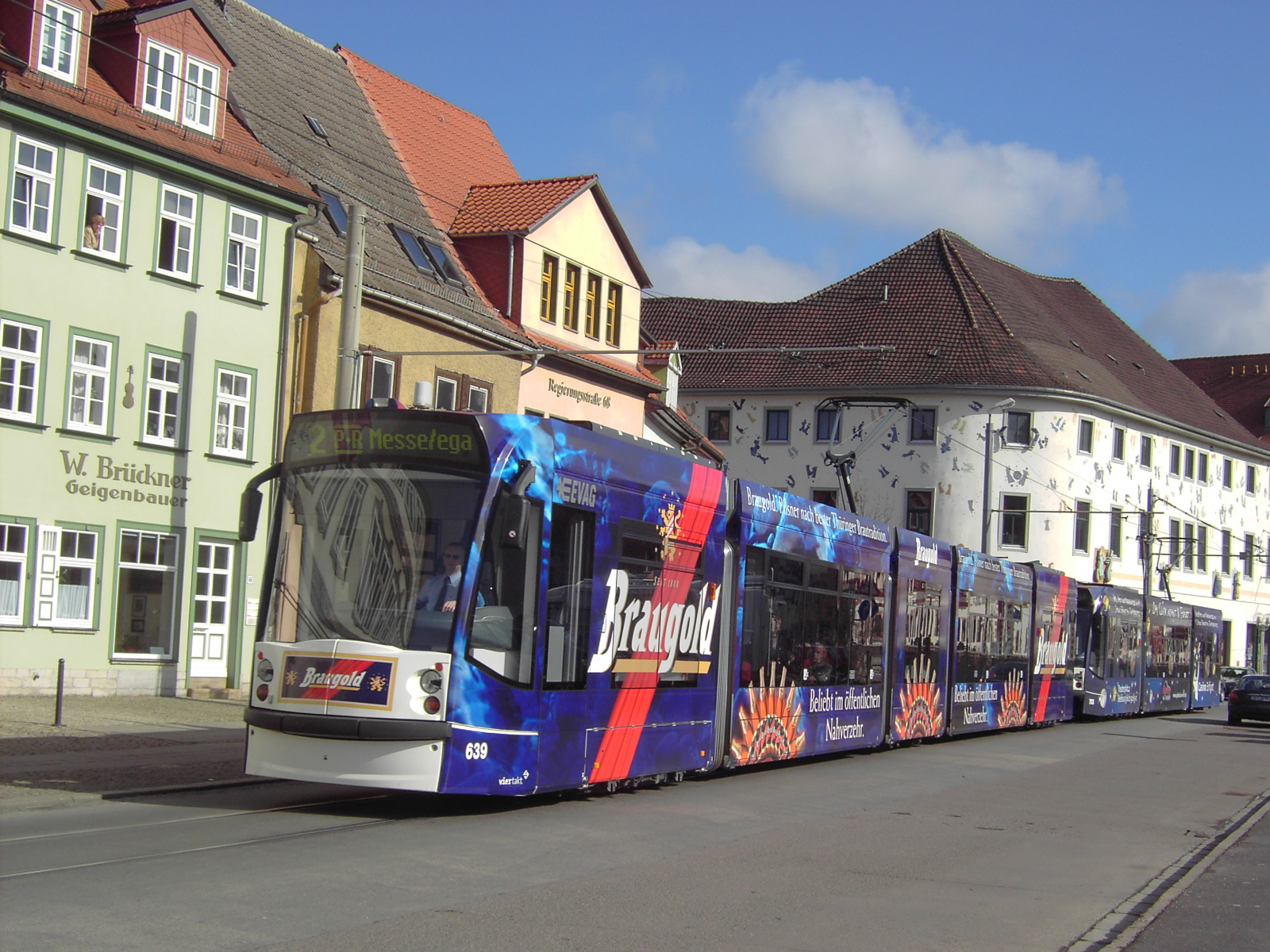
Een vijfdelige en een driedelige Combino Advanced met totaalreclame rijden in treinschakeling in Erfurt.
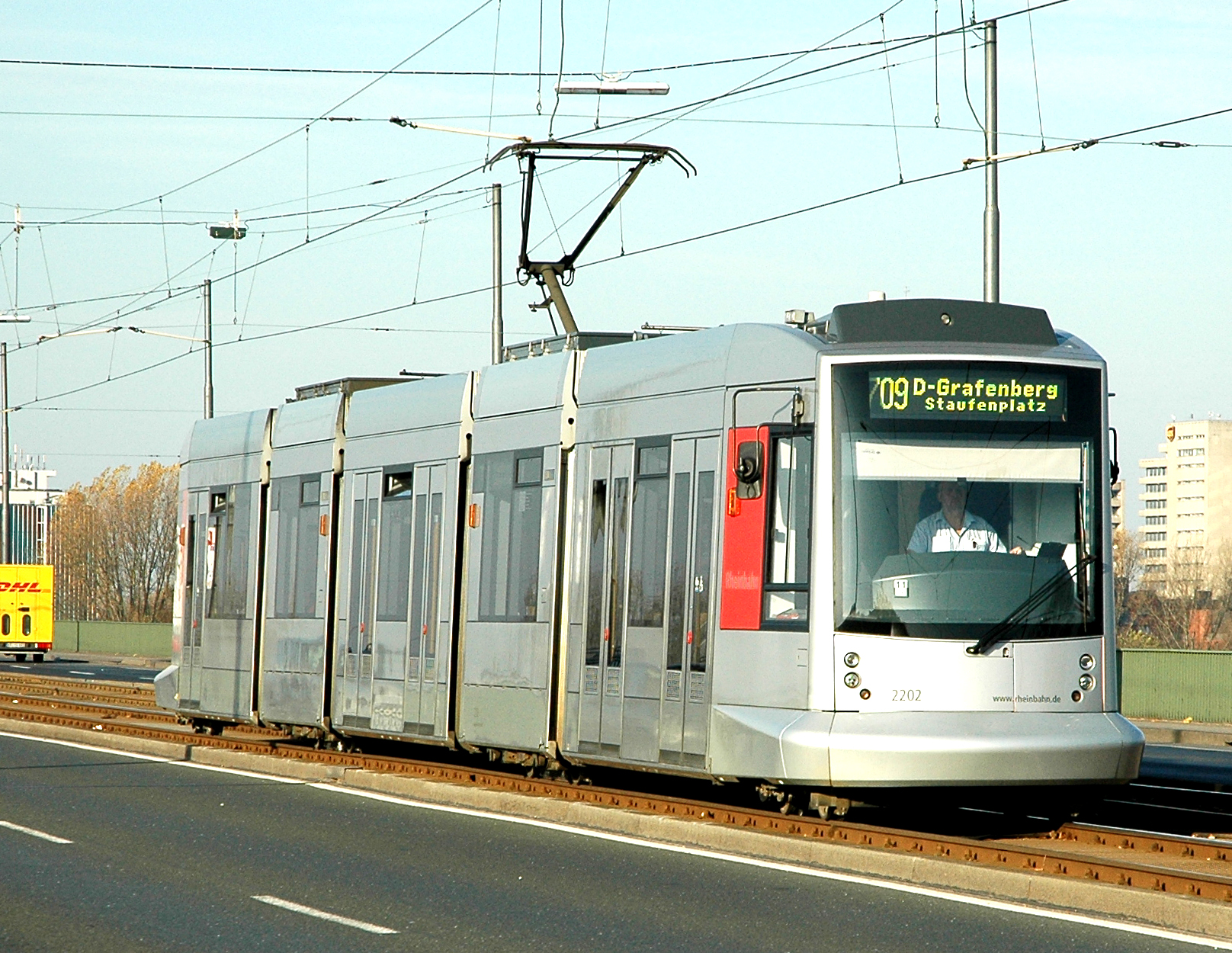
Combino van het type NF 8 nr 2202 te Düsseldorf.
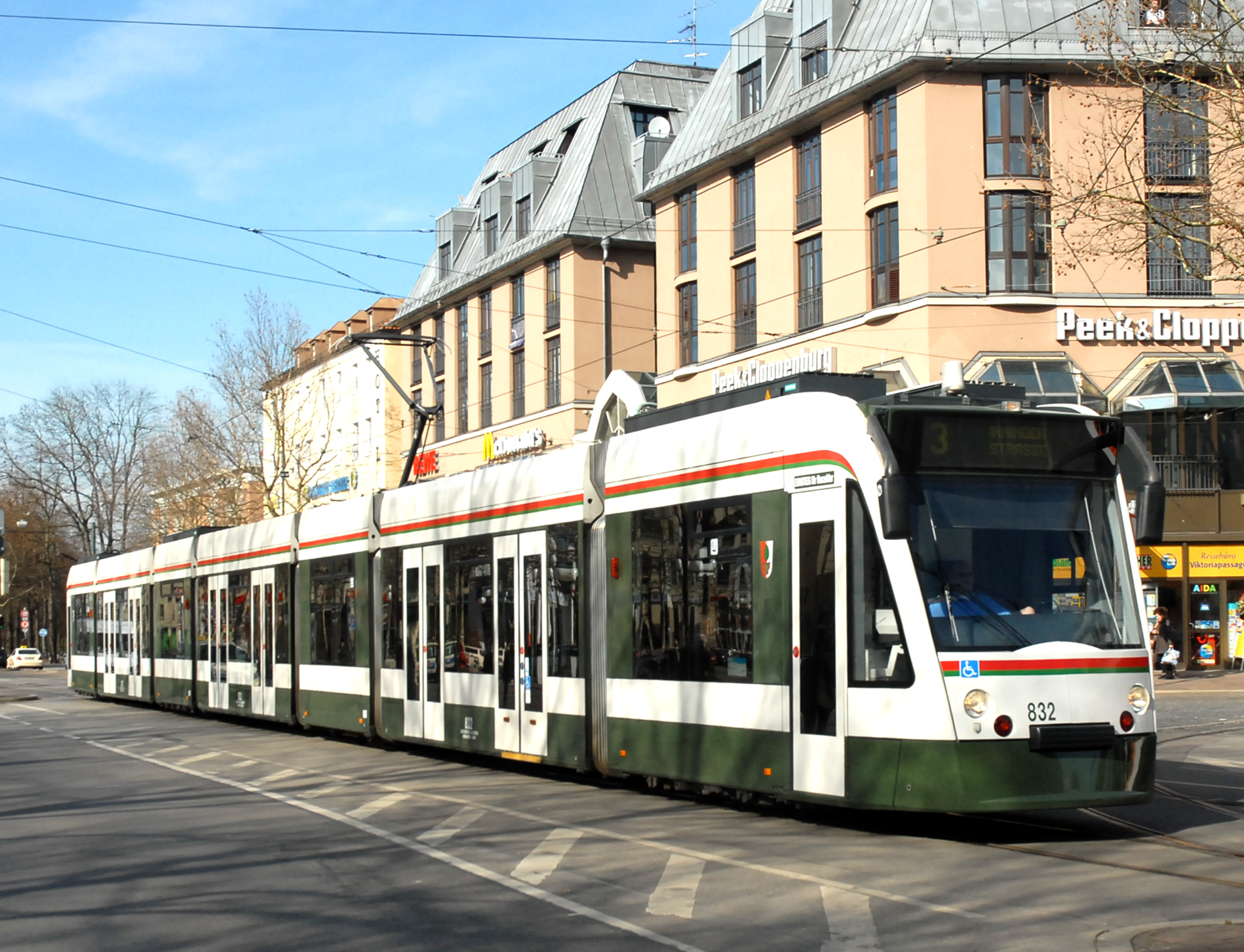
Combino 832 te Augsburg.
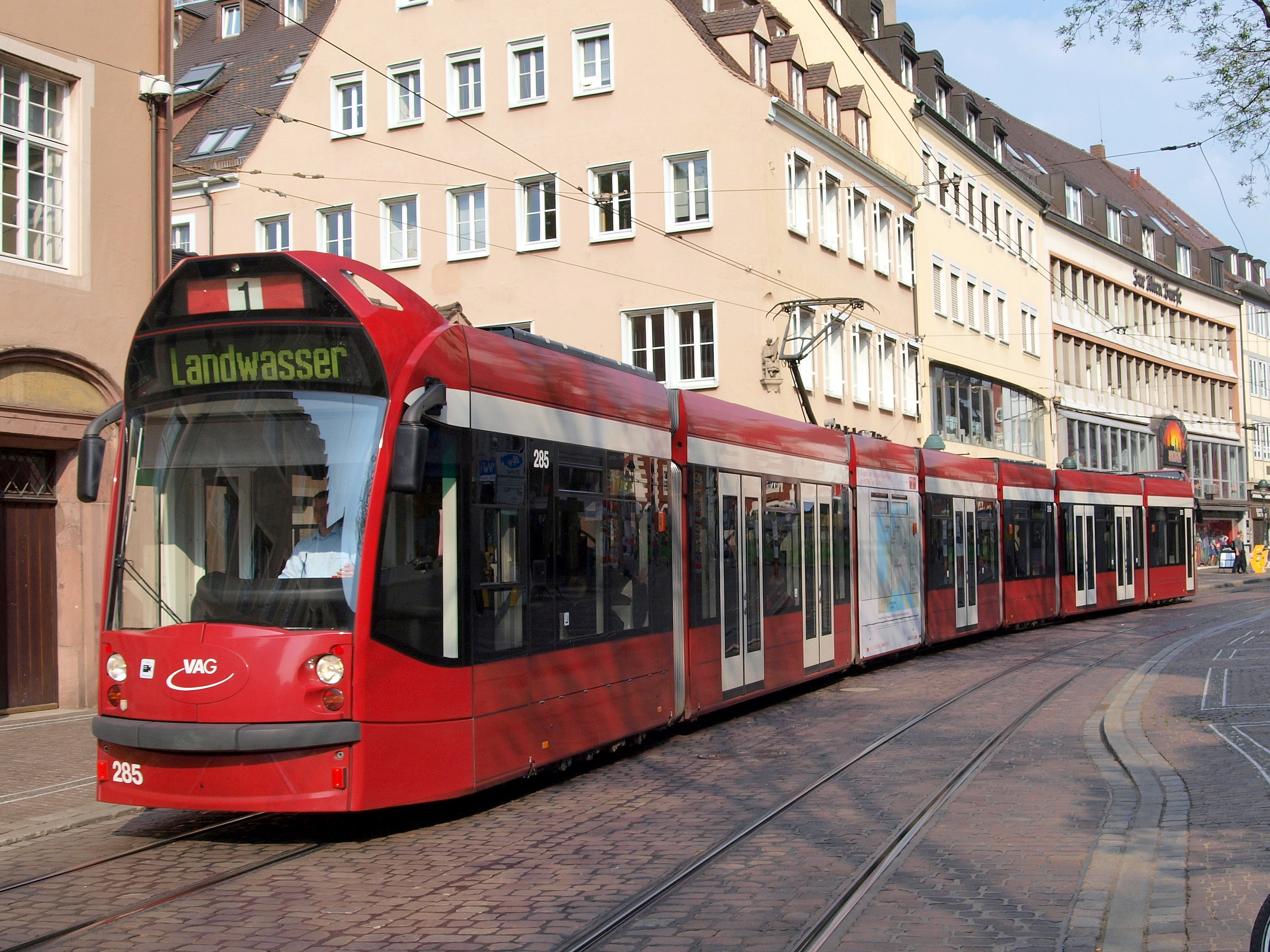
De Combino's in Freiburg im Breisgau hebben een verhoogde lijnfilmkast. Zevendelige Combino 285 op lijn 1.
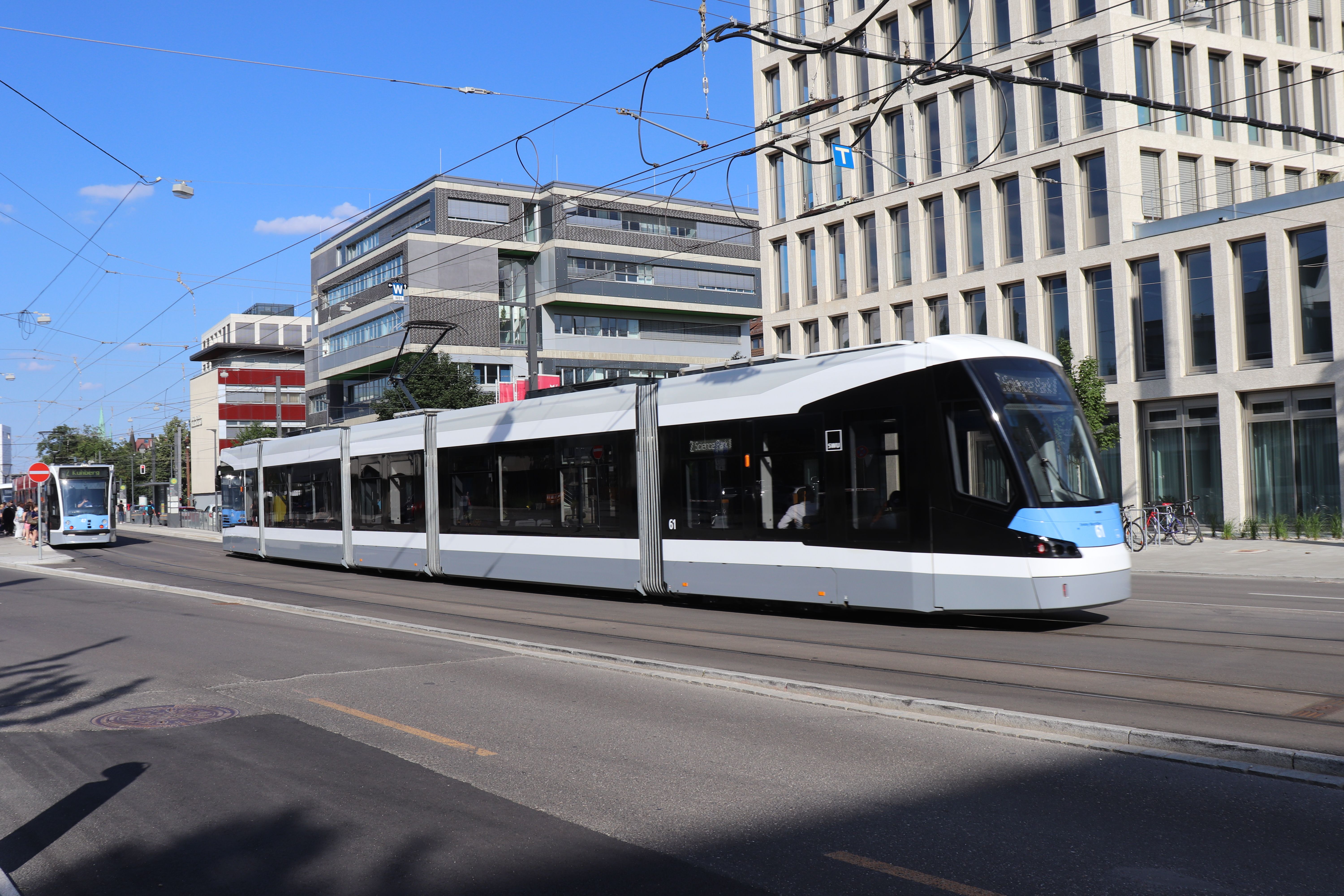
Sinds 2017 is de Combino op de markt als Avenio M, hier te Ulm.
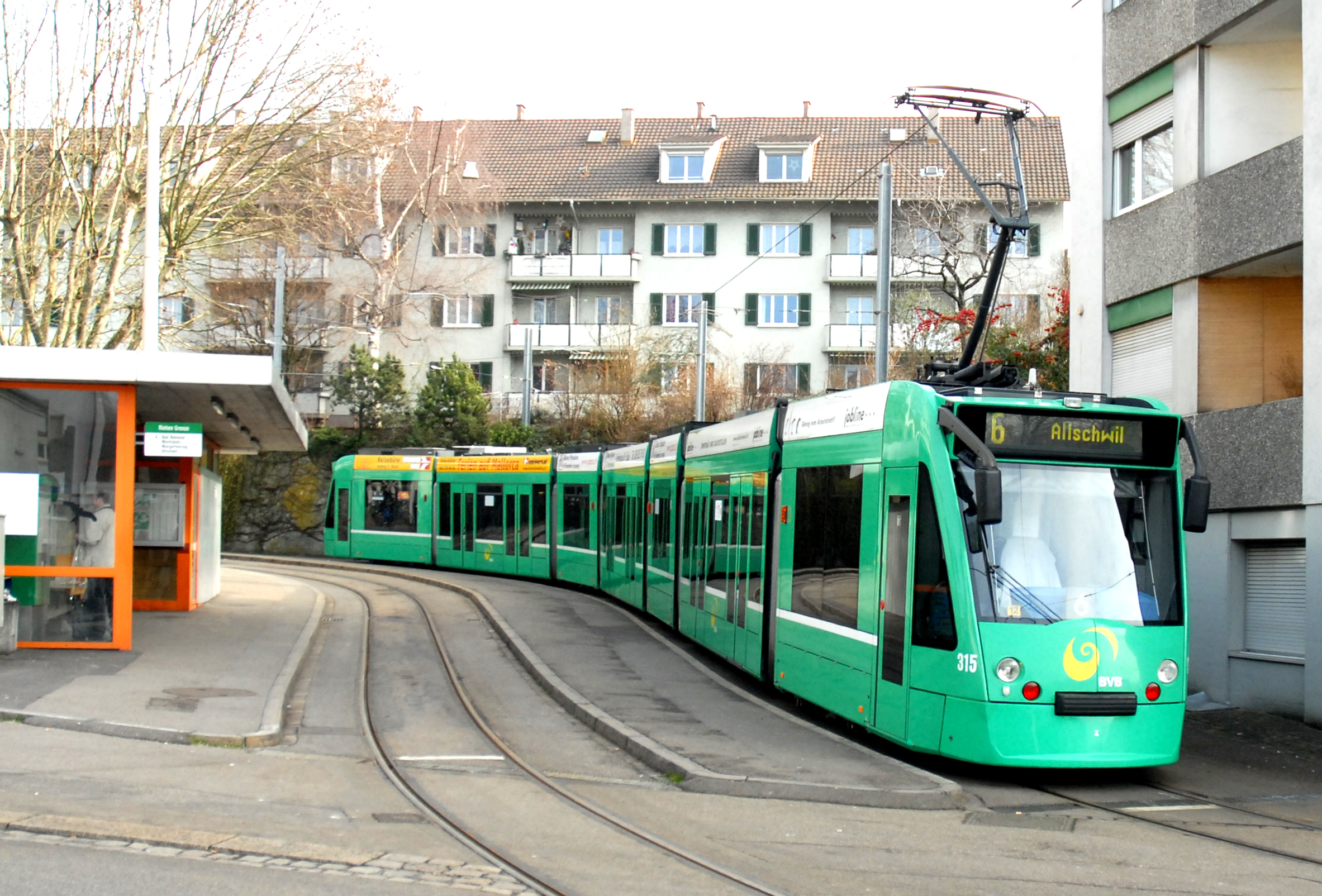
Een Combino Basic van de eerste generatie in Bazel. Combino 315 in zevendelige uitvoering bij de keerlus Riehen Grenze.
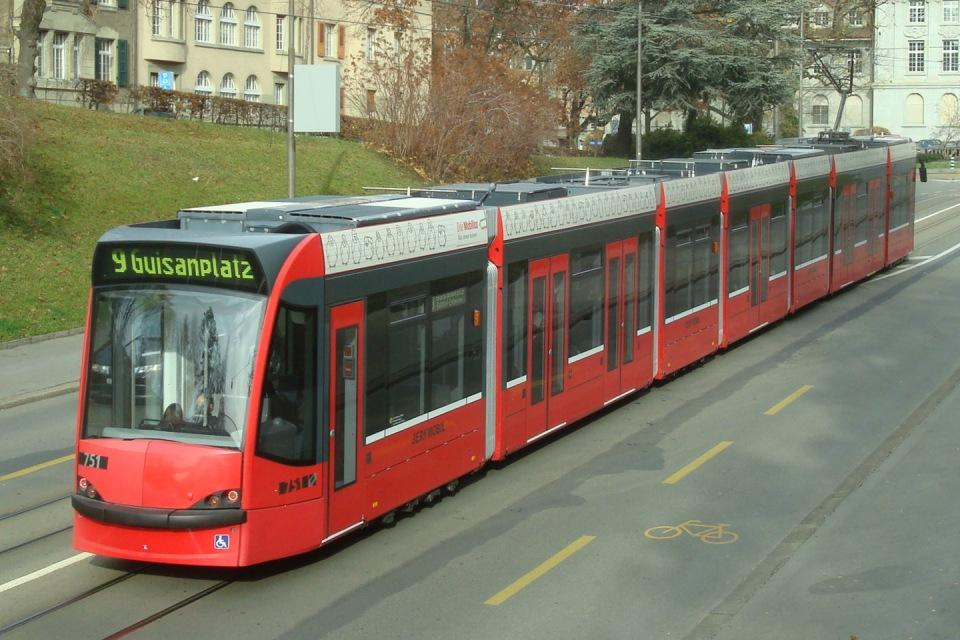
Verlengde Combino Be 6/8 751, nu zevendelig te Bern.
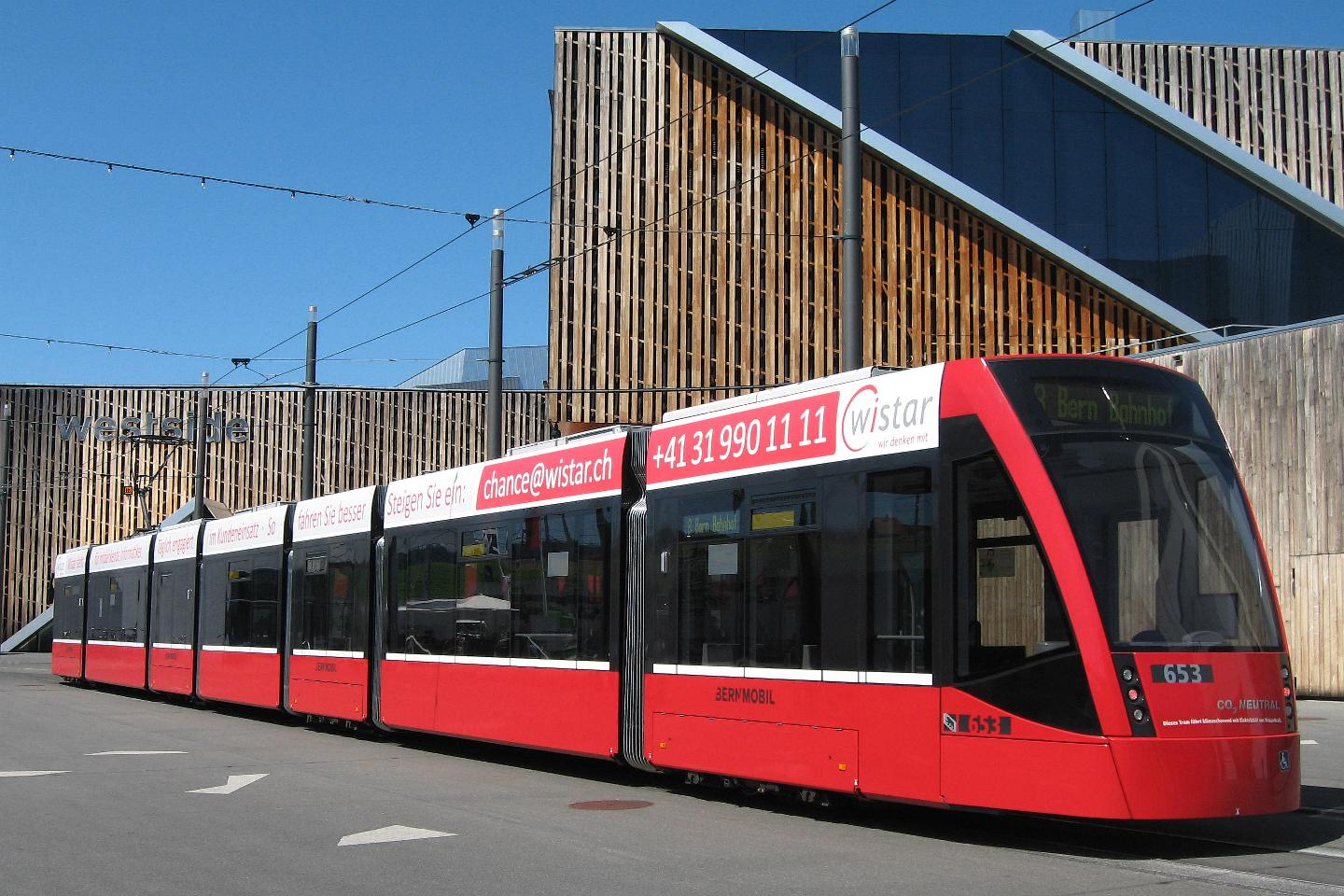
De laatste Combino Classic trams in Bern hebben een gestroomlijnde kopvorm.
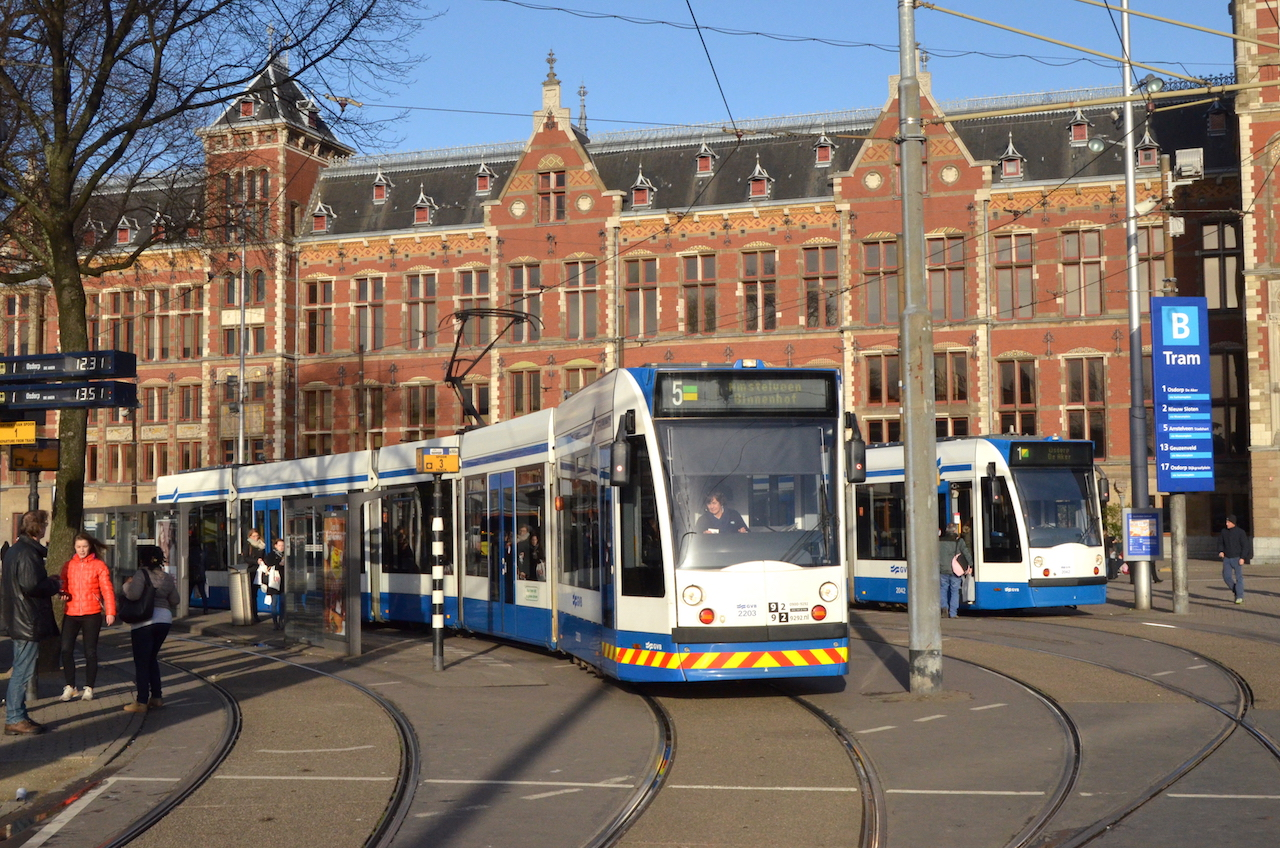
Combino in tweerichtinguitvoering voor de Amstelveenlijn bij het Centraal Station in Amsterdam.
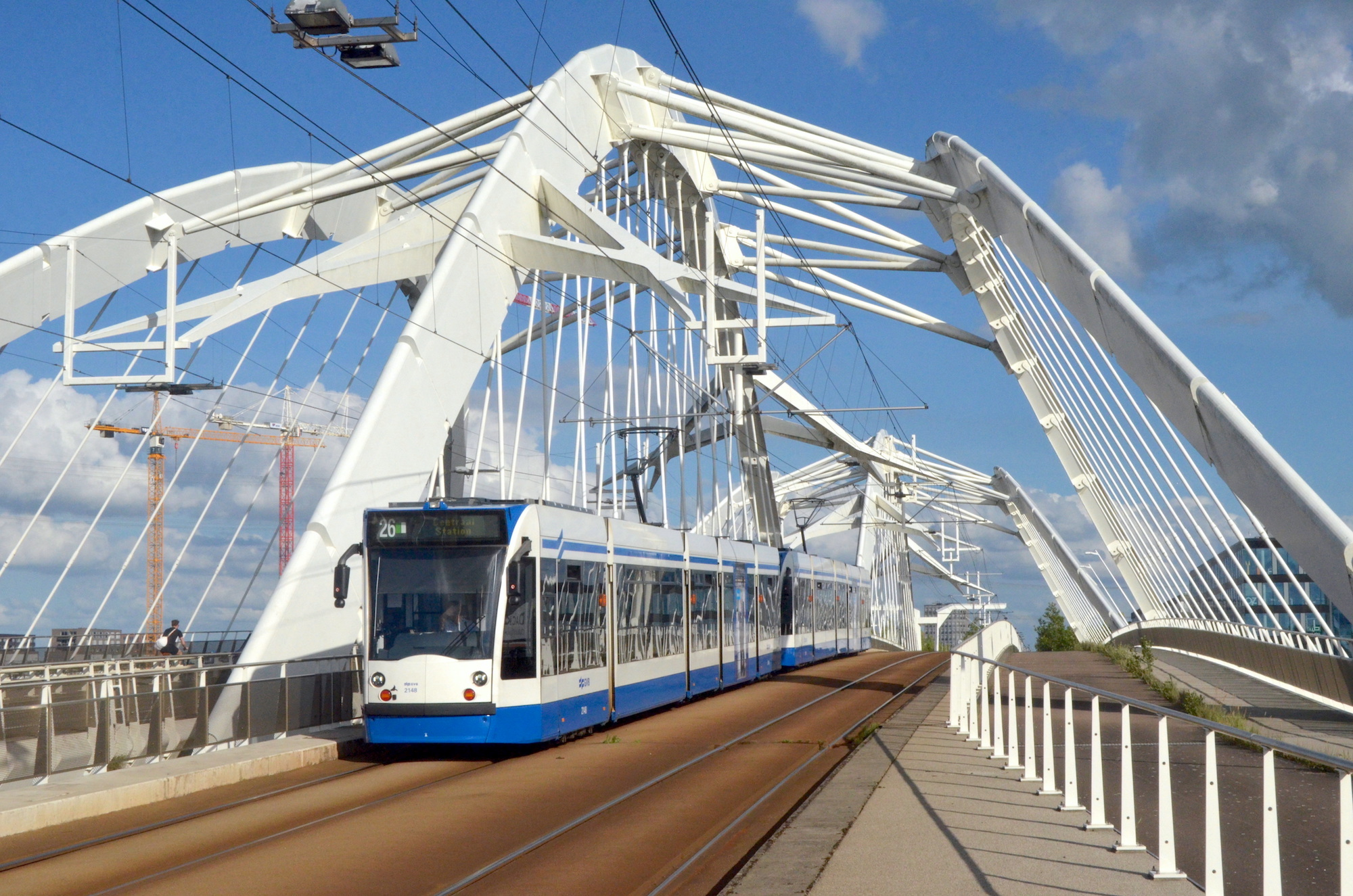
Twee gekoppelde Combino's GVB 2148+2147 op lijn 26 op Brug 2001 te IJburg, Amsterdam; juli 2020.
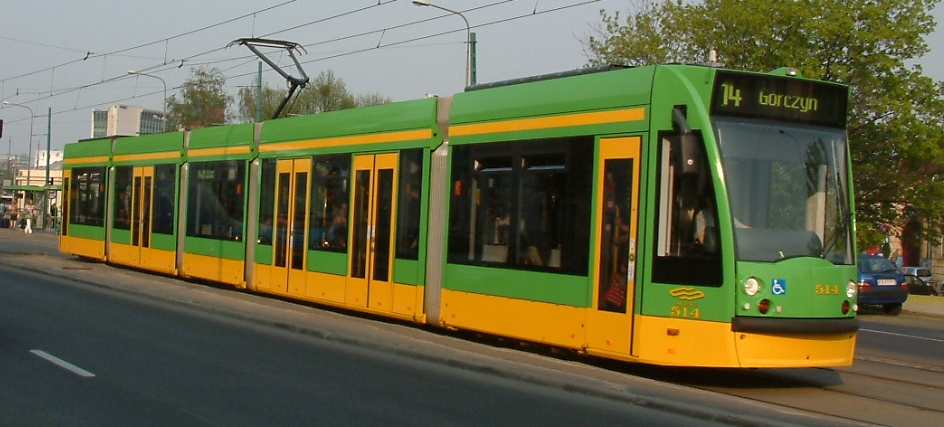
Een Combino in Poznań, vrijwel identiek aan de Combino's in Amsterdam.
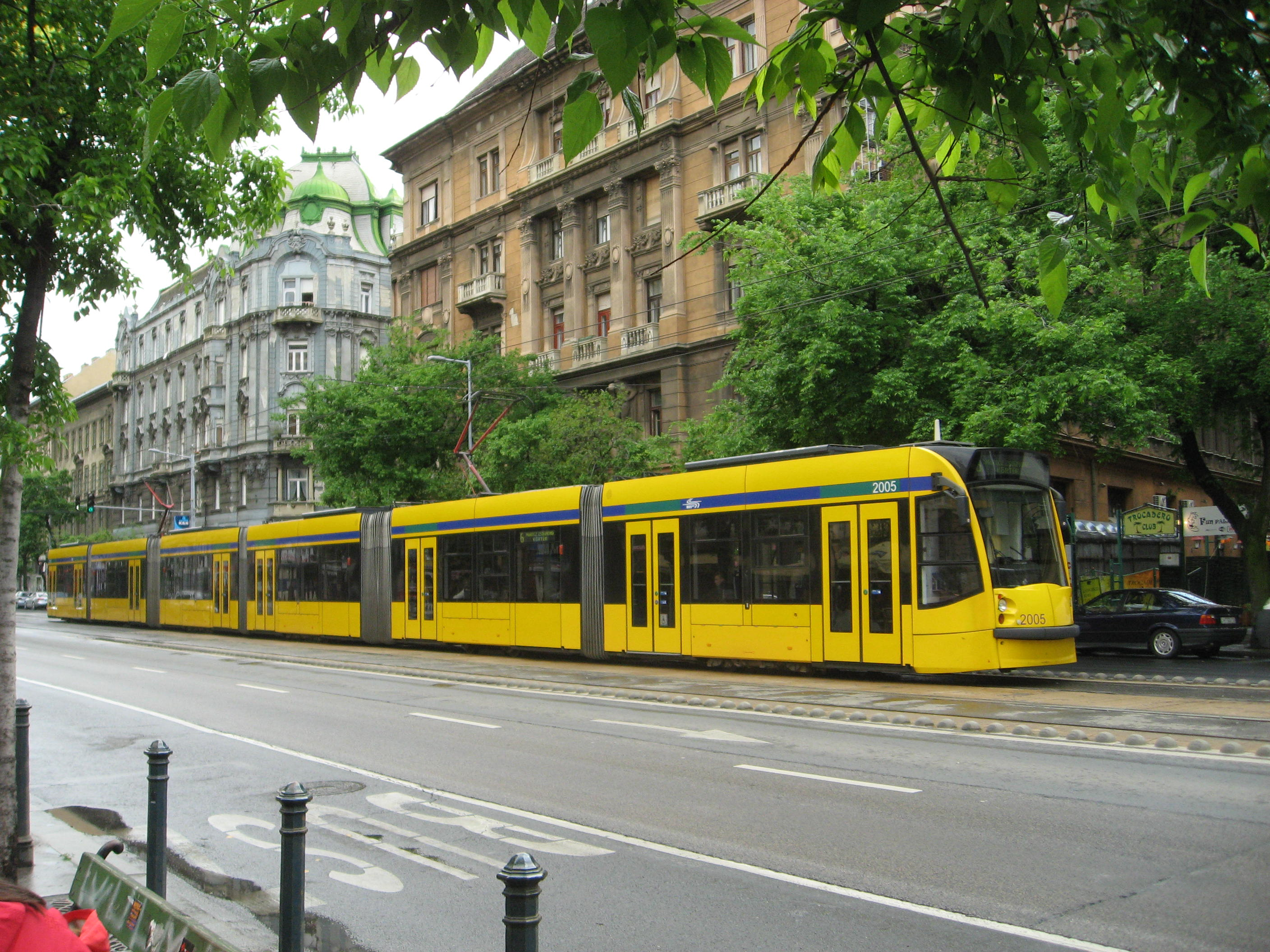
Zesdelige Combino Supra met een lengte van 56 meter in Budapest.
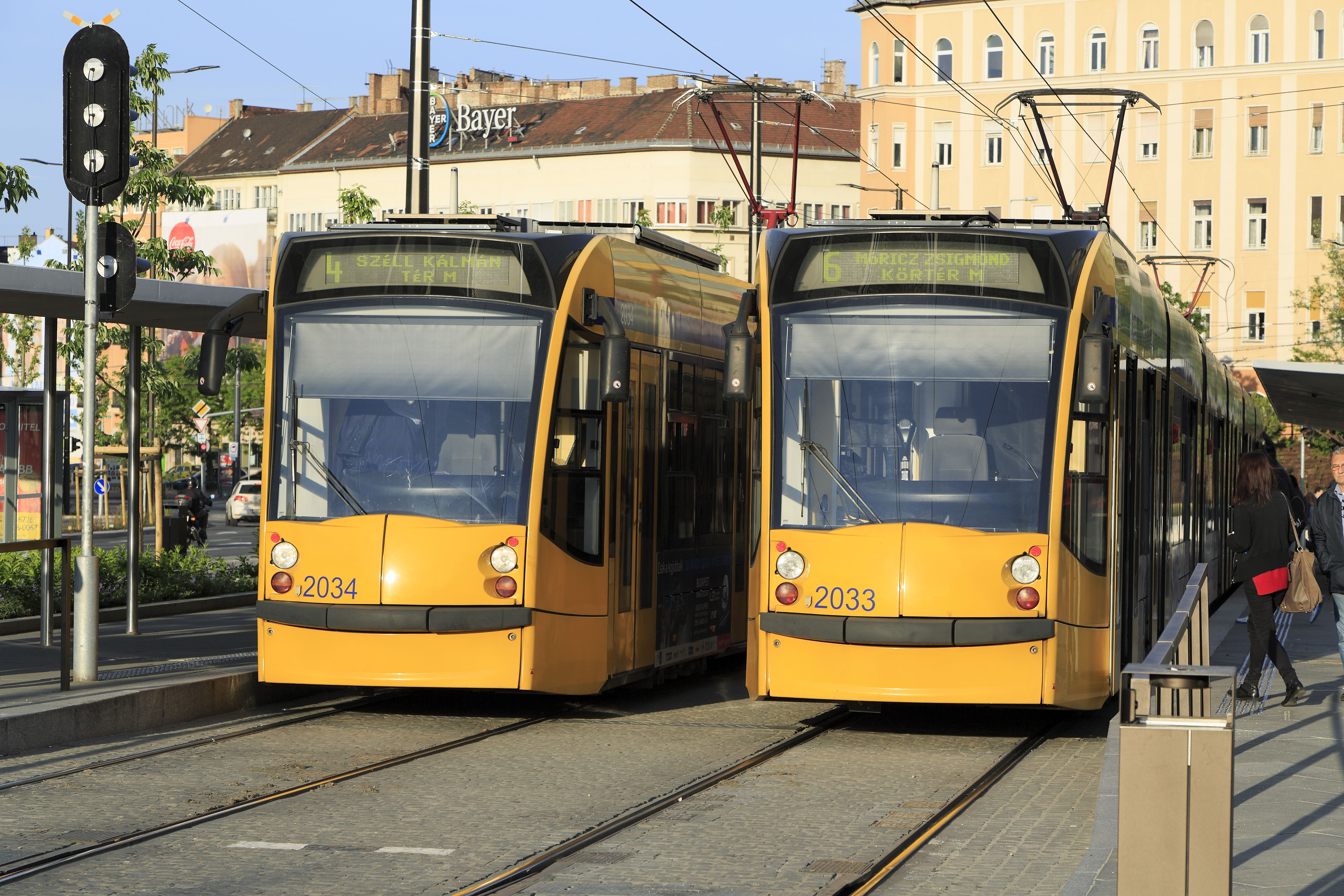
Twee Combino's in Budapest. Deze doen dienst op de lijnen 4 en 6.
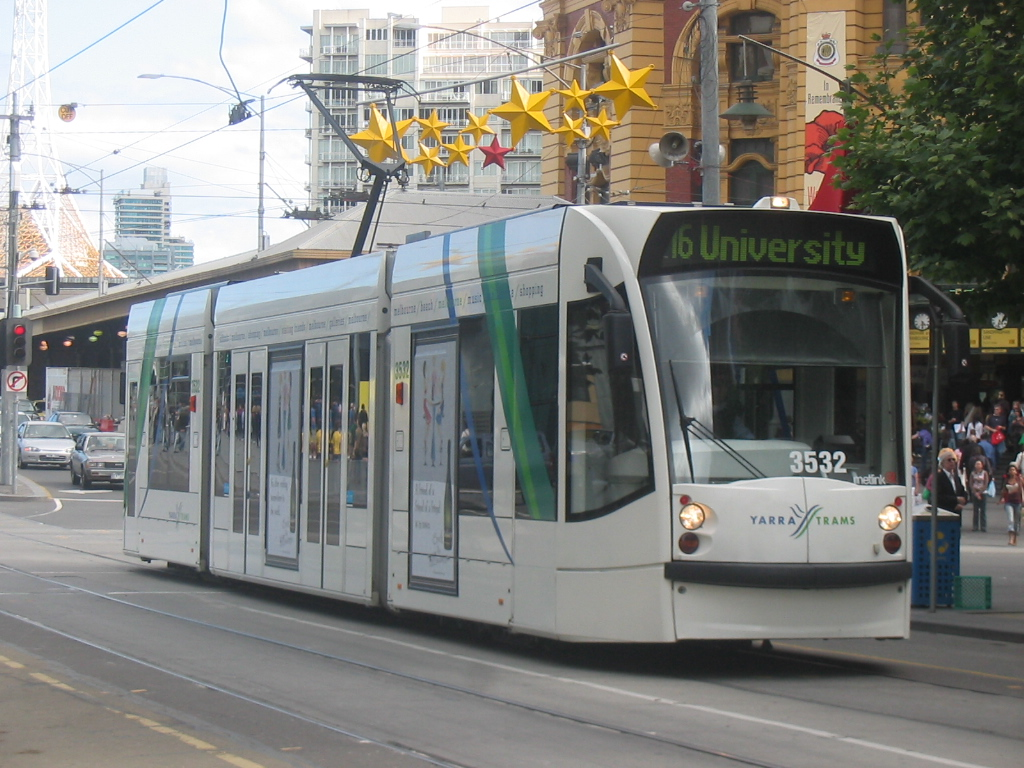
Korte driedelige Combino 3532 te Melbourne (Australië).
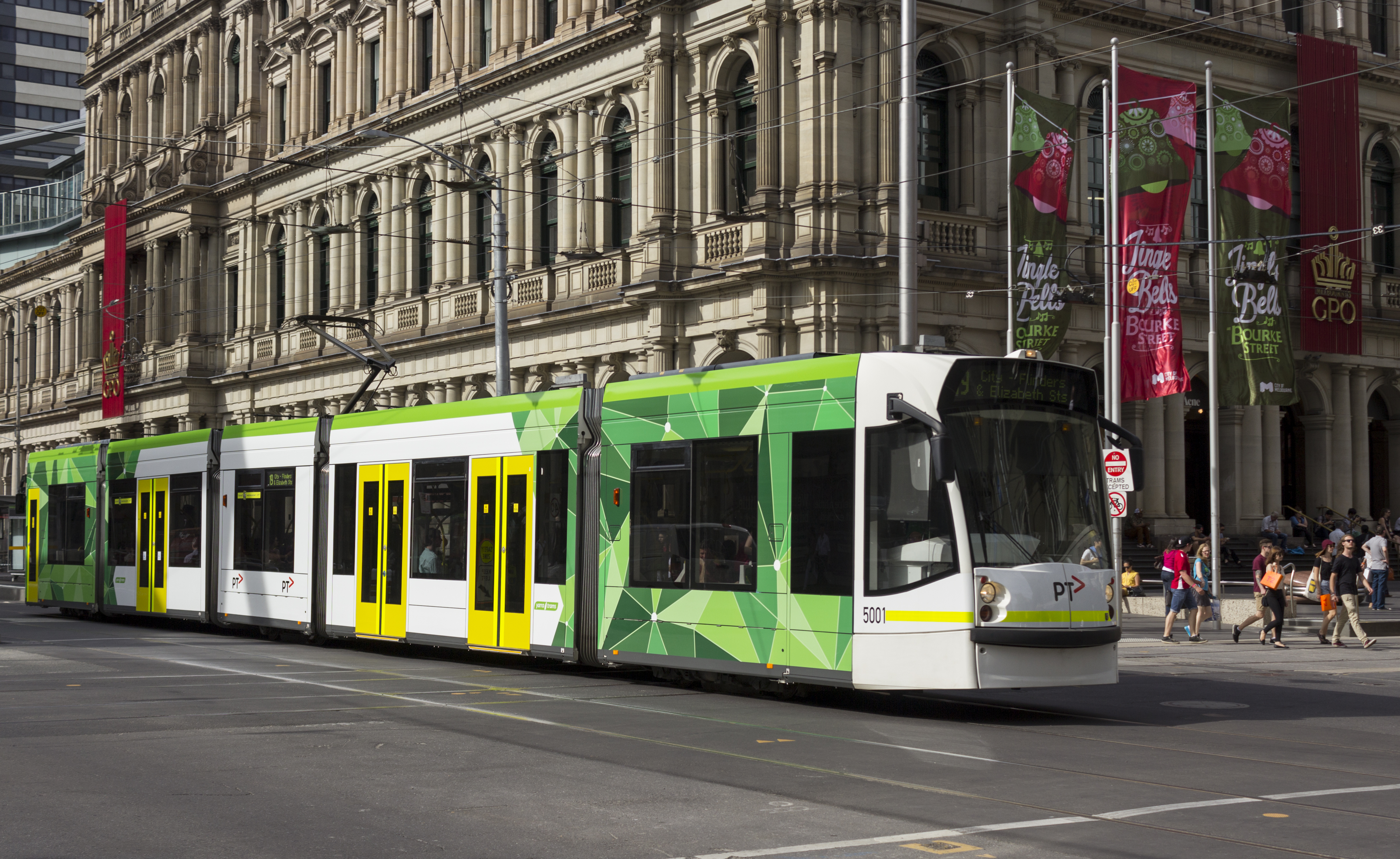
Vijfdelige Combino 5001 te Melbourne (Australië).
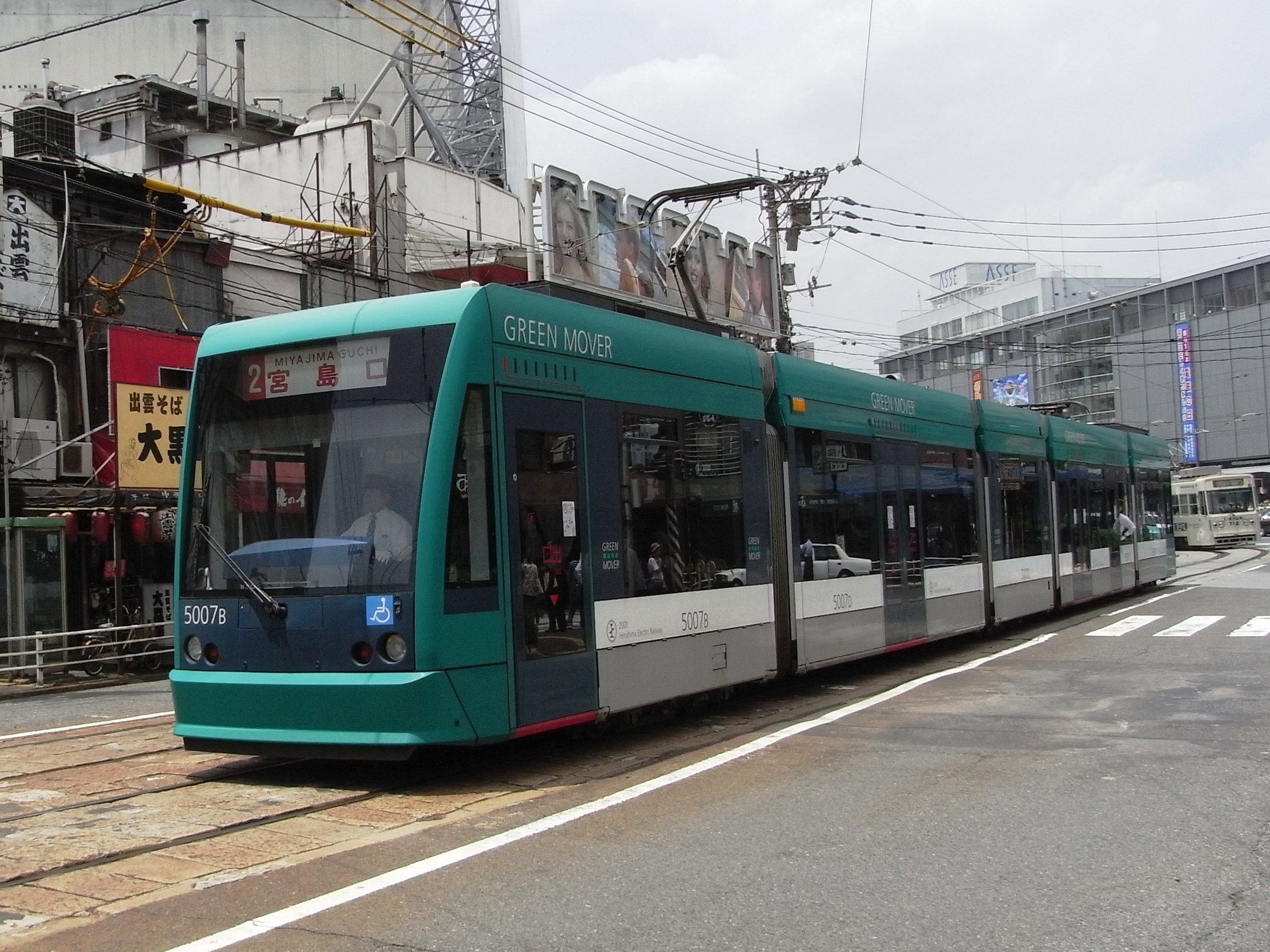
Combino 5007 te Hiroshima (Japan).

## Amsterdamse Combino

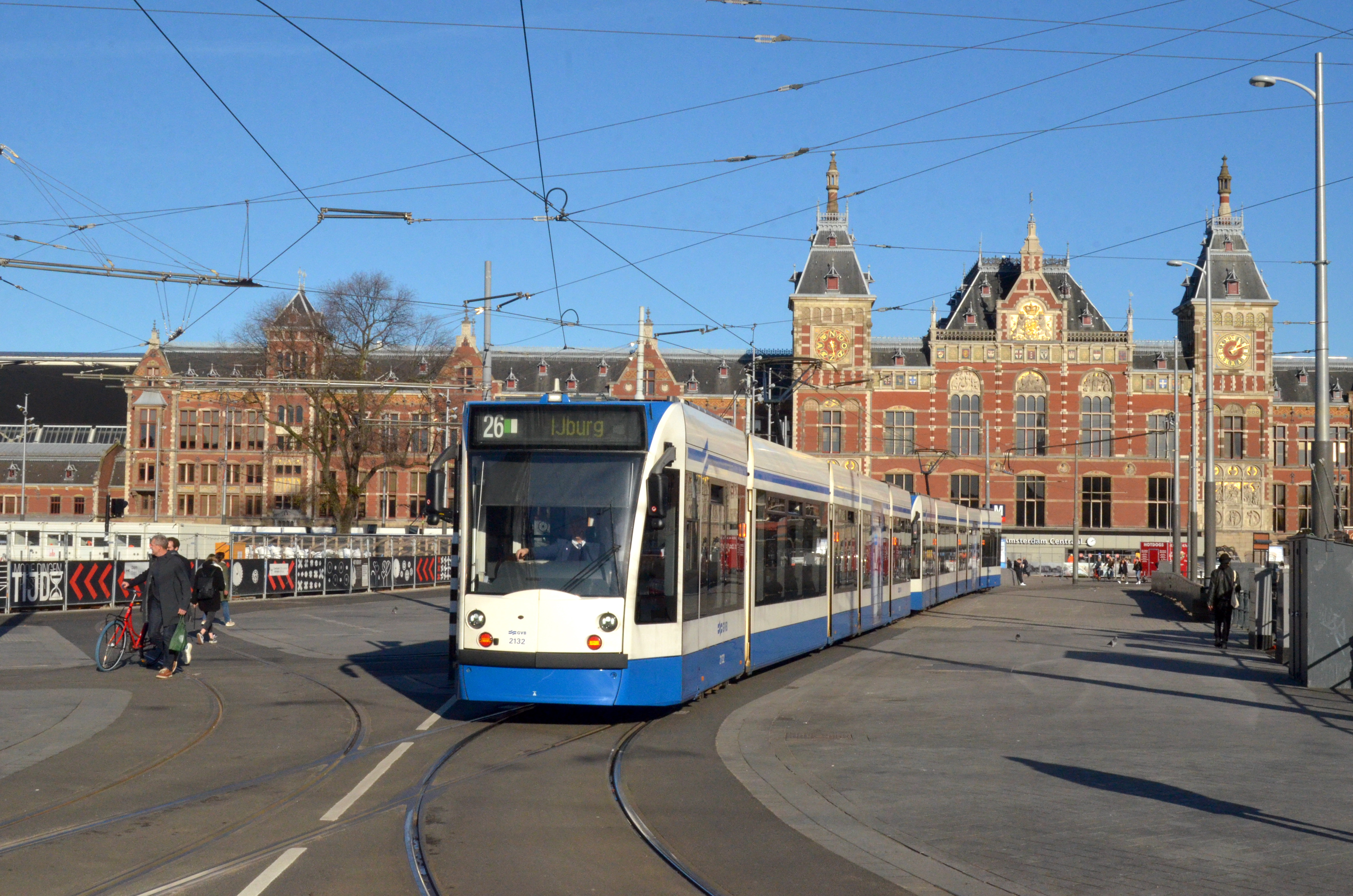
GVB lijn 26 met Combino-koppelstel voor het Centraal Station; 2020.

Na een aanbestedingsronde werd de keuze voor nieuwe lagevloertrams bepaald op het type Combino. In 1999 werd er proefgereden met een prototype. In plaats van verder proef te rijden met een kleine protoserie werd er meteen een grote serie van 155 Combino's besteld, waardoor in een keer alle gelede trams uit de jaren 1959-1975 konden worden vervangen.
De nieuwe lagevloertrams kregen de nummers 2001-2151. Voorts kwamen er vier exemplaren die als tweerichtingwagens werden uitgevoerd voor lijn 5 (nummers 2201-2204). De hele serie Combino's werd geleverd in 2002-2004. Parallel daarmee gingen in dezelfde jaren alle trams van de series 602-724 en 725-779 buiten dienst. In het voorjaar van 2004 werd na 47 jaar afscheid genomen van deze typisch Amsterdamse trams.
De conducteur zit in een cabine bij de een-na-laatste achterdeur. Ingestapte reizigers lopen hier langs naar voren of achteren. De controle moet grotendeels plaatsvinden tijdens stilstand bij de halte, want de opstelruimte voor ingestapte reizigers is gering. Hierdoor kost het halteren van de Amsterdamse Combino's relatief veel tijd.
Oorspronkelijk was het de bedoeling dat het GVB en de RET samen trams zouden bestellen. Amsterdam had 95 nieuwe trams nodig en Rotterdam 60. De RET koos echter voor de Citadis. Omdat het GVB de kwantumkorting niet wilde mislopen, heeft het vervoerbedrijf nog eens 60 Combino's bijbesteld. De bestelling had een totale waarde van 220 miljoen euro.
Vier van deze 155 Amsterdamse Combino's zijn uitgevoerd als tweerichtingwagen voor lijn 5 naar Amstelveen (2201-2204), en 25 wagens (2131-2151 en 2201-2204) zijn uitgerust met ATB voor gebruik in de Piet Heintunnel van de op 28 mei 2005 geopende IJtram (lijn 26). Vanwege de vele hoge bruggen in Amsterdam heeft de Amsterdamse versie een iets hogere vloer dan de standaard Combino.
De Combino in Amsterdam is 5-delig (4 geledingen) en is 29,20 meter lang en 2,40 meter breed.
Op 1 december 2001 werd de Combino met wagennummer 2001 op de Dam aan het publiek gepresenteerd. Vanaf 22 april 2002 werden de Combino's ingezet op lijn 13. In 2004 waren er 140 stuks afgeleverd en werd dit type tram op het merendeel van de lijnen ingezet. De laatste oude gelede trams uit de jaren zestig werden toen door Combino's afgelost.
Hoewel de Combino over het algemeen redelijk goed rijdt, vallen de rijeigenschappen in de bogen (bochten) tegen: de tram schudt behoorlijk en de geluidsproductie van de wielen is hoger dan bij de oudere trams. Siemens heeft overwogen de geluidsproductie met antigeluid tegen te gaan. In afwachting hiervan heeft het GVB besloten bij de eindpunten van de tramlijnen smeerinstallaties toe te passen.
Veel klachten zijn er ook over de geluidsproductie op de rechte tracés bij ca. 50 km/h, zowel in de tram als langs het spoor. De aangedreven trucks van de Combino neigen tot bonken, terwijl het niet-aangedreven middelste wielstel een neiging tot rammelen vertoont. Verder blijkt de Combino erg gevoelig voor zogenaamde vlakke plaatsen ("vierkante wielen"). Het GVB heeft ter bestrijding hiervan een nieuwe wieldraaibank aangeschaft, maar experts vrezen dat daarmee de wielen nog niet frequent genoeg gerond zullen kunnen worden.
In oktober 2004 werd bekend dat veel conducteurs rugklachten oplopen door de stugge vering van de Combino en het extreem uitzwenken van het achterste gedeelte van de tram. Ook is nu gebleken dat het smeren van bochten niet het verwachte resultaat opleverde. "De trams piepen er vrolijk op los", aldus het AT5 nieuws van zondag 24 oktober.

### Gekoppelde Combino-trams
Vanaf het begin is voorzien dat er ooit gekoppelde Combino-trams, met een totale lengte van 60 meter, zouden worden ingezet. Vijftien jaar na de opening van de tram naar IJburg was het zover. De toenemende drukte leidde er toe dat van deze mogelijkheid gebruik gemaakt ging worden. Hiervoor moest wel de vijftien jaar oude software van de Combino's worden vernieuwd. Vanaf juli 2020 worden er enkele gekoppelde Combino-trams ingezet op lijn 26 ter vergroting van de vervoercapaciteit. In een gekoppeld stel zit een bestuurder en één conducteur, alleen in de tweede wagen. Vanaf begin oktober werd het aantal gekoppelde stellen langzamerhand uitgebreid totdat de hele dienst sinds 26 oktober 2020 hiermee op drukke tijden kan worden uitgevoerd. Omdat de frequentie in de spitsuren is verlaagd van 4 minuten naar 6 minuten is de reizigerscapaciteit van lijn 26 ongeveer anderhalf keer zo groot geworden.

## Constructiefout
In het najaar van 2003 werden scheuren in de constructie ontdekt. De constructie van het dak bleek in de buurt van de geledingen te scheuren. Een Combino uit Freiburg werd in een klimaatkamer in Praag kunstmatig verouderd, waarbij het dak gedeeltelijk zou zijn ingestort nadat er op een testbaan meer dan 230.000 kilometer was gereden. In maart 2004 maakte Siemens bekend dat van trams met meer dan 120.000 kilometer op de teller de veiligheid voor de passagiers niet kon worden gegarandeerd. Combino-gebruikers werd verzocht die trams tijdelijk uit dienst te nemen. In Augsburg, Düsseldorf, Erfurt, Freiburg im Breisgau, Nordhausen, Potsdam, Bazel en Hiroshima zijn de oudste Combino's meteen uit dienst genomen. In Amsterdam was dat op dat moment niet nodig.
Er kwam vast te staan dat de constructie niet sterk genoeg was voor de grote krachten die op trams zonder draaistellen inwerken. Siemens was bij het ontwerp per ongeluk uitgegaan van de krachten die inwerken op gewone trams mét draaistellen.
Alle tot dan toe geleverde Combino's werden teruggeroepen naar de fabriek en op kosten van Siemens grondig herbouwd. In verband met schadeclaims diende Siemens over het boekjaar 2004 aanmerkelijke voorzieningen te treffen, als gevolg waarvan het bedrijfsresultaat van de divisie Transportation Systems uitkwam op € -434 miljoen.

## Nieuwe Combino
Het Combinomodel wordt niet meer onder die naam geproduceerd. Wel is de naam Combino nog gebruikt voor trams van het type dat later Avenio is gaan heten, maar nog wel de kopvorm heeft van de Combino Advanced. Voor steden die al Combino's hadden besteld, zoals Boedapest (Hongarije) en de Almada (Portugal), heeft Siemens Combino's geleverd die gebaseerd zijn op de AEG-lagevloertrams van concurrent Bombardier. De nieuwe Combino is niet opgebouwd uit aluminium, maar uit staal. Verder wil Siemens nu ook de Weense lagevloertram ULF aan andere steden gaan verkopen.
Het stadsvervoerbedrijf van Boedapest heeft 40 van deze tweerichting-Combino's in dienst (2001-2040). Ze zijn zesdelig en hebben langere wagenbakken. Hun totale lengte bedraagt 54 meter. De tweede en de vierde geleding zijn extra groot uitgevoerd als gevolg van de langere bakken. Bovendien hebben ze alleen eenpersoonsbankjes, bijna allemaal op podesten, waardoor er veel staanplaatscapaciteit is, noodzakelijk op de drukke lijnen 4 en 6. Voorts hebben ze 2 pantografen. Ze dragen de naam Combino Supra, omdat ze bij aflevering de langste trams ter wereld waren. De eerste Combino Supra werd half maart 2006 aan Boedapest geleverd. Het vervoerbedrijf Metro Transportes do Sul heeft 24 vierdelige Combino's besteld voor het nieuwe tramnet Metro Sul do Tejo in Almada. Hun eerste Combino werd eind mei 2005 afgeleverd. Latere bestellingen van een gemodificeerde versie van dit type, onder meer voor München en Den Haag, dragen niet meer de naam Combino Supra, maar Siemens Avenio.
Een gemoderniseerde versie van het oorspronkelijke Combino-concept blijft leverbaar onder de naam Avenio M. Het trambedrijf van Ulm heeft 12 vijfdelige Avenio M's gekocht voor levering in 2017, met een optie op nog zes.

## Commerciële inzet
| Land        | Stad                 | Type           | Aantal | Jaar van levering   | Opmerkingen                                                                    |
| ----------- | -------------------- | -------------- | ------ | ------------------- | ------------------------------------------------------------------------------ |
| Duitsland   | Augsburg             |                | 41     | 2000-2004           |                                                                                |
| Duitsland   | Düsseldorf           | NF10           | 36     | 2000-2002           |                                                                                |
| Duitsland   | Düsseldorf           | NF8            | 15     | 2003-2004           |                                                                                |
| Duitsland   | Düsseldorf           | NF8U           | 15 61  | 2006-2007 2010-2012 |                                                                                |
| Duitsland   | Erfurt               |                | 60     | 2000-2012           |                                                                                |
| Duitsland   | Freiburg im Breisgau | Basic Advanced | 8 10   | 1999-2000 2004-2006 |                                                                                |
| Duitsland   | Nordhausen           |                | 7      | 2002                |                                                                                |
| Duitsland   | Nordhausen           | Combino Duo    | 3      | 2004                | Tram met dubbele voeding: elektriciteit / diesel, wordt ingezet als tram/trein |
| Duitsland   | Potsdam              |                | 17     | 1998-2001           | Eerste order van een Combino                                                   |
| Duitsland   | Ulm                  |                | 10     | 2003-2008           |                                                                                |
| Hongarije   | Budapest             | Combino Supra  | 40     | 2006-2007           | Langste Combinotrams (56 meter; zes wagenbakken)                               |
| Nederland   | Amsterdam            |                | 155    | 2002-2004           | 151 eenrichtingwagens en 4 tweerichtingwagens                                  |
| Polen       | Poznań               |                | 14     | 2004                |                                                                                |
| Portugal    | Almada               | Combino Supra  | 24     | 2005 - 2007         |                                                                                |
| Zwitserland | Bazel                |                | 28     | 2002                |                                                                                |
| Zwitserland | Bern                 | Basic Advanced | 15 21  | 2003 2009-2010      |                                                                                |
| Australië   | Melbourne            |                | 59     | 2003                |                                                                                |
| Japan       | Hiroshima            |                | 12     | 2002                |                                                                                |
| Taiwan      | Kaohsiung            |                | 1      | 2004                | Demonstratiewagen, is naar Australië geëxporteerd.                             |